# Robert Barande
Pour les articles homonymes, voir Barande.
 (mai 2020).
Robert Barande, né le 15 septembre 1926 à Perpignan (Pyrénées-Orientales) et mort le 27 avril 2001 à Paris 4e, est un psychiatre et psychanalyste français.

## Biographie
Fils unique d’un métayer-maraîcher français catalan et d’une maraîchère catalane française d’origine espagnole, il vit à Perpignan, y étudie à St-Louis de Gonzague ; bachelier en 1945, après une année de médecine à Toulouse, il fait ses études de médecine et de psychologie à Paris à partir de 1946. Il est interne des hôpitaux psychiatriques et diplômé de psychologie en 1953, puis docteur en médecine. Il exerce comme neuropsychiatre et chef de clinique de 1954 à 1959, notamment à l'hôpital de Ville-Évrard et à l'hôpital psychiatrique de Clermont-de-l'Oise).
Il épouse Ilse Barande en 1954 et le couple a deux enfants. Ils publient plusieurs écrits ensemble, notamment Histoire de la psychanalyse en France qui reçoit le prix Montyon en 1977.
Il est membre de la Société psychanalytique de Paris et en démissionne en 1983, ainsi que de sa fonction de médecin directeur adjoint du Centre de consultations et de traitements psychanalytiques Jean-Favreau de la société psychanalytique.

## Publications
- « Écoute assistée et sensibilisation au processus analytique », Études freudiennes, no 5-6, p. 169-181, 1972.
- (coll.) La sexualité perverse, études psychanalytiques, Paris, Payot, 1972.
- (coll.) Éducation et psychanalyse, Hachette, 1973.
- La Naissance exorcisée - l’érotique anale de l’homme inachevé, Éditions Denoël, Paris, 1975.
- avec Ilse Barande, Histoire de la psychanalyse en France, Toulouse, Privat, 1975.
- « Psychanalyse et idéologie », Pouvoirs, no 11 « La psychanalyse », novembre 1979, p. 105-114, [lire en ligne].
- « Antinomies du concept de perversion et épigenèse de l’appétit d’excitation (notre duplicité d’être inachevé) », Revue française de psychanalyse, vol. 47, no 1, p. 143-282, 1983 (rapport au 42e congrès des psychanalystes de langue française, Montréal, 1982).
- « Application de la théorie psychanalytique à l’institution destinée à s’en porter garante. Essai sur la crise de la psychanalyse contemporaine », Études freudiennes, no 1-2, p. 151-186, 1989.
- avec Ilse Barande, De la perversion, Notre duplicité d’être inachevé, Lyon, Césura Lyon Édition, 1987  (ISBN 290570912X).
- Parcours d’un Psychanalyste: son esthétique et son éthique, Paris, Pro-Edi, 1989  (ISBN 978-2-9083-3700-6).
- avec Ilse Barande, « D'un révisionnisme, l'autre », Revue française de psychanalyse, 1996/4, vol.  60, p. 1209 à 1222, [lire en ligne].